# Čingov

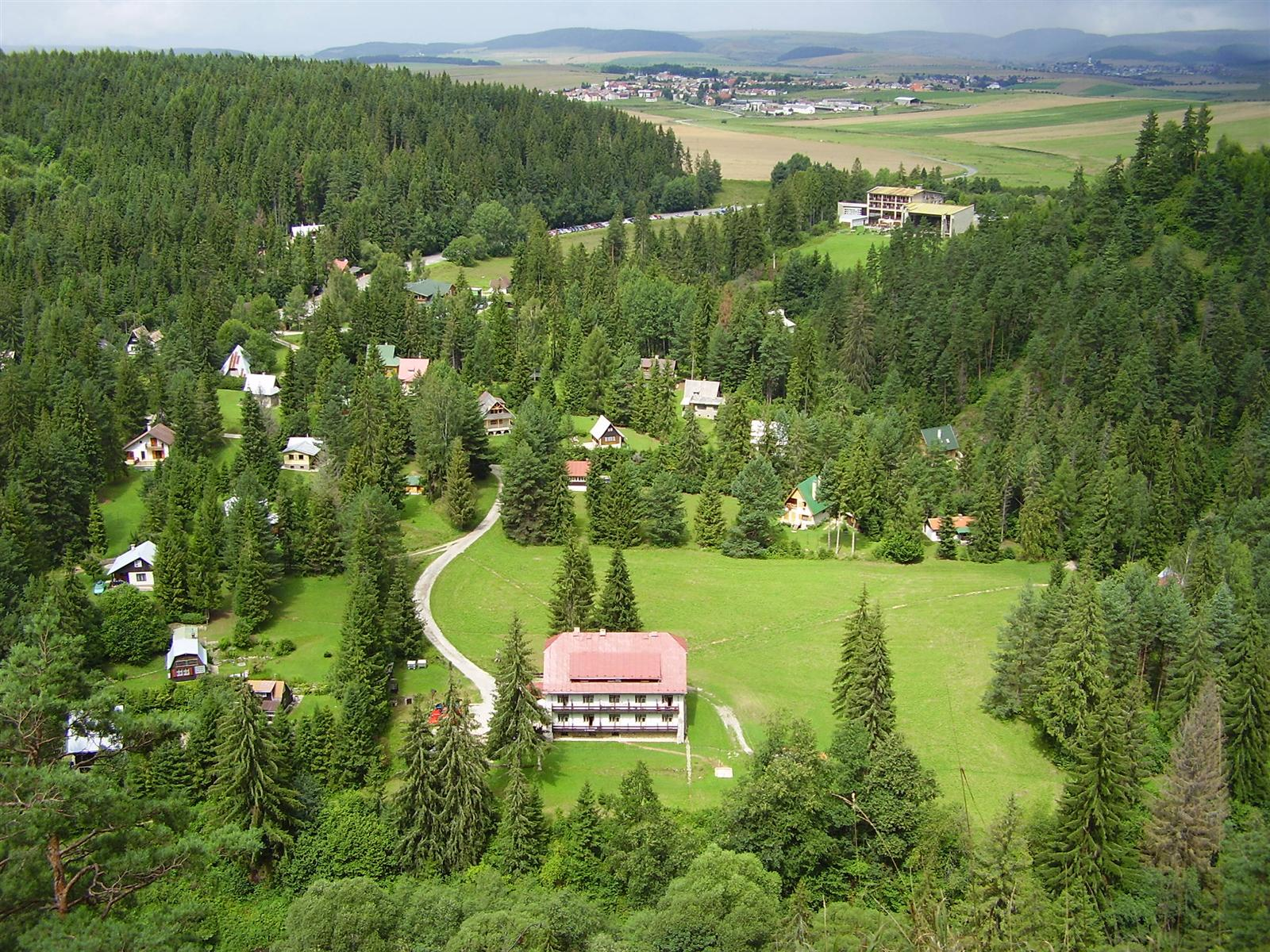
Čingov ze Soví skály

Čingov je jedno z hlavních center Slovenského ráje. Nachází se v severní části Slovenského ráje a jedná se o rozsáhlou chatovou oblast, dělí se na tzv. Malý, Velký a Centrální Čingov.

## Části
Malý Čingov se rozkládá od Smižanské maši až po čingovské parkoviště, tato část je klidnější a jsou v ní převážně soukromé chaty a malé rodinné penzionky.
Velký Čingov je nazývána část, rozkládající se od centrálního parkoviště směrem k Bílému potoku.
Centrální Čingov je část rozkládající se kolem parkoviště, kde parkují automobily a kam zajíždí autobus z linky Spišská Nová Ves – Čingov – (Spišské Tomašovce) – Spišská Nová Ves. Je zde také bufet, malé potraviny a hotel Lesnica. Další významné místo je „Centrální orientace“, odkud vycházejí trasy na Soví skálu, Autokemping Tatran, Tomašovský výhled, Smižany a hlavně také na Biely potok, který dále vede do centra Slovenského ráje do roklin Prielom Hornádu, Sokolia dolina aj...
Většina návštěvníků však nevyhledává k ubytování Čingov nýbrž Podlesok, který sice nabízí větší vybavenost, nenabídne však takové příjemné prostředí a ubytování téměř v přírodě.